# Galeria de Arte de Vancouver

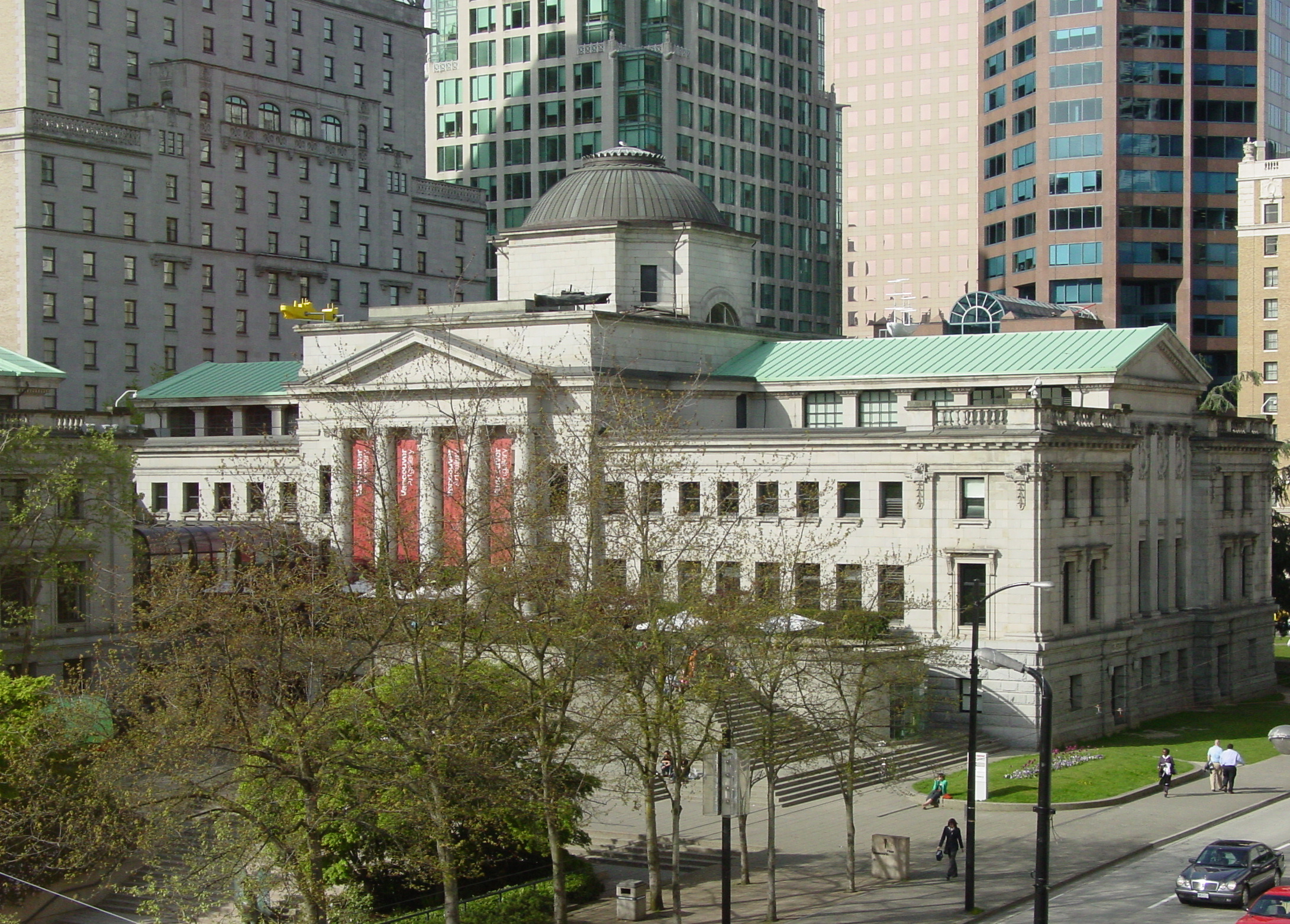
A VAG

A Galeria de Arte de Vancouver, ou, no inglês original, Vancouver Art Gallery (VAG) é a quinta maior galeria de arte do Canadá e a maior do Canadá Oeste. Localiza-se na Rua Hornby, 750 em Vancouver, Colúmbia Britânica. A sua colecção permanente inclui cerca de 9100 items, incluindo mais de 200 trabalhos por Emily Carr, o Grupo dos Sete, e ilustrações de Marc Chagall.
A VAG foi fundada em 1931 e teve a sua primeira "casa" na Rua Georgia, 1145. Em 1983 a localização foi mudada para a Rua Hornby, para o antigo fórum provincial. Foi renovada com um custo de 20 milhões de dólares pelo arquitecto Arthur Erickson, que havia completado o complexo da Praça Robson. A galeria de arte ocupa o quarteirão norte e está ligada, por uma passagem subterrânea debaixo da Rua Robson a uma praça, restaurantes, ao campus da Universidade de Colúmbia Britânica, escritórios do governo, e ao Tribunal Provincial da Colúmbia Britânica.

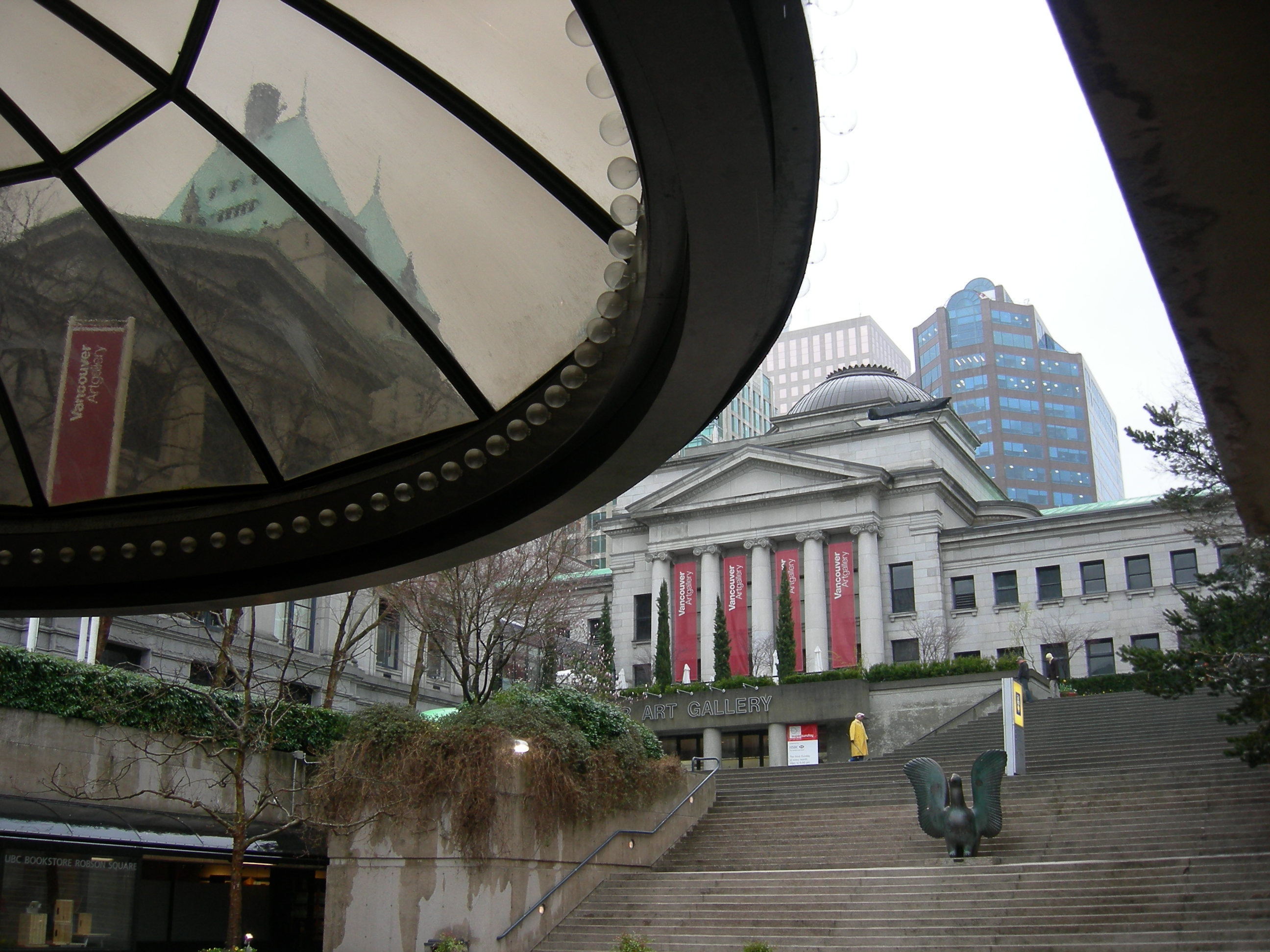
A VAG vista de debaixo da Rua Robson

A VAG tem 3.846 km² de espaço de exposição e cerca de 9.000 trabalhos em exposição, sendo a mais importante a exposição de trabalhos de Emily Carr. Tem também uma importante colecção de fotografias. A VAG organiza regularmente um número de programas públicos e leituras.
A VAG inclui uma biblioteca, um café e uma loja de souvenirs.
Em Março de 2007 o relógiode contagem para os jogos olímpicos de 2010 foi colocado no relvado em frente da Galeria de Arte de Vancouver. Está aberto grátis para o público. Os visitantes podem visitar a Galeria de Arte diariamente das 11:00 a.m. às 9:00 p.m., exceto sexta e sábado, quando está aberta das 12:00 p.m. às 8:00 p.m.